# Barbeita (Monção)
Barbeita es una freguesia portuguesa del concelho de Monção, en el distrito de Viana do Castelo, con 7,53 km² de superficie y 1016 habitantes (2011).  Su densidad de población es de 134,9 hab/km².
Situada en el extremo norte del concelho de Monção y limítrofe con España, de la que la separa el río Minho, Barbeita aparece documentada desde el siglo X, cuando pertenecía al término de la desaparecida villa de Penha da Rainha.
En el patrimonio histórico-artístico de esta freguesia destaca la iglesia parroquial, construida en estilo barroco a fines del siglo XVII, con retablos de granito en su interior. Asimismo, son de mencionar las capillas de Santiago, con elegante pórtico del siglo XVI, y de N.ª Sra. de la Asunción, del último cuarto del s. XVI.
Barbeita se conecta con la freguesia colindante de Ceivães por el medieval Ponte do Mouro (o de Barbeita), que salva el río Mouro, en el que en 1386 el rey D. João I se reunió con su futuro suegro, el Duque de Lancaster.

## Galería

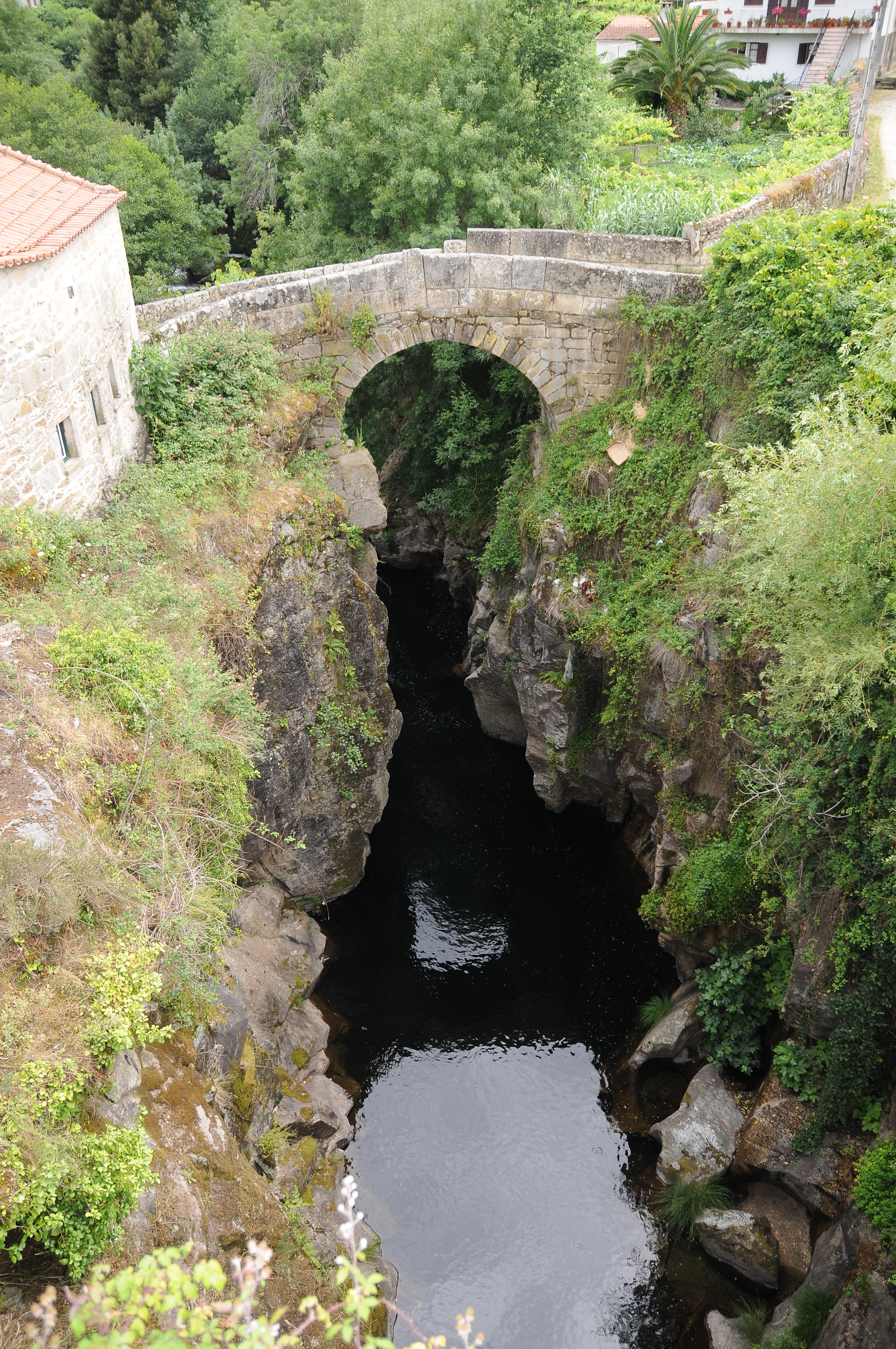
Ponte da Barbeita